# Limacella delicata
Limacella delicata là một loài nấm thuộc chi Limacella trong họ Amanitaceae. Loài này còn có tên gọi khác là Limacella glioderma.